# Bildaufbau
Das klassische Fernsehbild ist aus einzelnen Zeilen aufgebaut. Diese werden nacheinander übertragen und untereinander dargestellt. Aufgrund der Trägheit des Auges ist dieser Vorgang nicht bzw. kaum sichtbar.
Bei der in Deutschland verwendeten PAL-Norm besteht ein komplettes Fernsehbild aus 625 Zeilen und wird 25 mal pro Sekunde geschrieben. In anderen Ländern werden zum Teil abweichende Bildfrequenzen (29,97 Hz) verwendet.

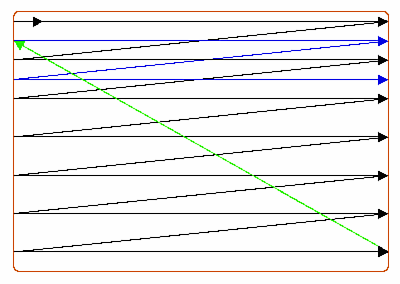
Illustration des Bildaufbaus eines Fernsehgerätes mit Kathodenstrahlröhre – Prinzipdarstellung

Eine Bildwiederholfrequenz von 25 Hertz würde jedoch zu einem unerträglichen Flimmern führen. Ein Bild teilt man daher in zwei Halbbilder zu je 312 ½ Zeilen auf und stellt diese Halbbilder mit einer Frequenz von 50 Hertz dar. Bei dem ersten Halbbild werden alle ungeraden Zeilen übertragen und beim zweiten Halbbild alle geraden Zeilen. Der Versatz von einer halben Zeile führt dazu, dass die Zeilen der aufeinanderfolgenden Halbbilder jeweils in die Zwischenräume des vorherigen Halbbildes geschrieben werden. Dieses Verfahren ist das so genannte (2:1)-Zeilensprungverfahren.
Links oben schwarz dargestellt startet der Bildaufbau. Ist der rechte Bildrand erreicht, löst ein Zeilen-Synchronimpuls im Fernsehsignal den Zeilenrücklauf aus. Der Elektronenstrahl der Bildröhre wird für die Zeit des Rücklaufes dunkelgetastet und verläuft außerdem sehr schnell. Am linken Rand startet die Darstellung der nächsten Zeile. Ist der untere Bildrand erreicht, folgen einige Zeilen mit Kennimpulsen (Vortrabanten, Bildsynchronimpuls, Nachtrabanten) für den Bildrücklauf (grün dargestellt). Dieser dauert einige Bildzeilen, in welchen der Strahl der Röhre ebenfalls dunkelgetastet wird und keine Bildinformationen übertragen werden. Diese Zeilen nutzt man für das VPS-System, Videotext oder für das eine Zeit lang eingesetzte Video-Daten-System, mit welchem Programme für PC, Amiga und Atari ST übertragen wurden.
Das neue Bild fängt wieder oben links an (blau im Bild dargestellt) und aufgrund des Zeilensprungverfahrens werden die neuen Zeilen zwischen die des vorherigen Halbbildes geschrieben.

## Aufbau eines Vollbildes durch Überlagerung zweier Halbbilder
Im ersten Halbbild werden die ungeraden Zeilen (1, 3, 5, …) vom Elektronenstrahl geschrieben, im zweiten Halbbild die geraden Zeilen (2, 4, 6, …). Die Trägheit des Auges und das Nachleuchten der Leuchtstoffschicht der Bildröhre ergeben die Wahrnehmung eines Vollbildes.